# Instituto Patrístico Augustinianum
El Instituto Patrístico Augustinianum (Institutum Patristicum Augustinianum) conocido también como el Augustinianum o  el Patristicum es una institución universitaria con sede en Roma cuya finalidad es el estudio de la teología patrística (la historia y teología de los Padres de la Iglesia) que pertenece a la Orden de San Agustín y está afiliada a la Pontificia Universidad Lateranense.

## Historia
El Instituto fue fundado por la Orden de San Agustín y es el sucesor del Studium Generale de la orden que se remonta al siglo XIV junto a la Biblioteca Angelica. En 1873, tras la desamortización que siguió a la anexión de los Estados Pontificios por parte del nuevo Reino de Italia, la Biblioteca Angelica pasó a manos del nuevo estado y el Studium Generale se trasladó a su actual ubicación cercana a la Plaza de San Pedro.
En noviembre de 1989 el instituto pasó a depender formalmente de la Congregación para la Educación Católica. Su presidente es el agustino español Juan Antonio Cabrera Montero.

## Publicaciones
Augustinianum es la revista científica del Instituto, se ha publicado ininterrumpidamente desde 1961. Se publican dos números al año que contienen investigaciones originales y artículos relacionados con el estudio de la literatura cristiana antigua y los "Padres de la Iglesia" . La revista está disponible también en formato electrónico. El Instituto publica asimismo dos colecciones de monografías: "Studia Ephemerides Augustinianum" y "Sussidi patristici".